# 木村雅
木村 雅（きむら みやび、1984年2月14日 - ）は、日本の元俳優。東京都出身。血液型はB型。芸能界引退後、2006年〜2011年までロックバンド「シーフレテック」のヴォーカルを務めていた。

## 出演

### テレビ
- あしたへジャンプ
- エイジ
- 電光超人グリッドマン（1993年）
  - 第27話「驚天! オモチャの反乱」（太郎の同級生）
  - 第31話「怪獣ママは女子大生」（難癖をつけられるサッカー少年）
- 姫将軍大あばれ 第3話「泣き笑い母恋道中」
- ビーロボカブタック（1997年2月23日 - 1998年3月1日）吉祥寺蔵之助

### 映画
- 青の炎（2003年）

### ビデオ
- ビーロボカブタック クリスマス大決戦!!（1997年）吉祥寺蔵之助

### 舞台
- ハムレット
- マクベス
- スイッチを押すとき〜君達はなぜ生きているんだ?〜（急病の為降板[2]）